# دری همینگوی
دری همینگوی (انگلیسی: Dree Hemingway؛ زادهٔ ۴ دسامبر ۱۹۸۷) هنرپیشه و مانکن اهل ایالات متحده آمریکا است.
از فیلم‌ها یا مجموعه‌های تلویزیونی که وی در آن‌ها نقش داشته است می‌توان به استارلت اشاره نمود.
وی دختر هنرپیشه آمریکایی، ماریل همینگوی است.